# Pétur Marteinsson
Pétur Hafliði Marteinsson (Reykjavík, 14 luglio 1973) è un ex calciatore islandese, di ruolo difensore.

## Carriera

### Club
Marteinsson cominciò la carriera con la maglia del Fram Reykjavík. Giocò poi nel KS/Leiftur, nuovamente nel Fram Reykjavík, negli svedesi dell'Hammarby e nei norvegesi dello Stabæk. Debuttò nella Tippeligaen il 2 maggio 1999, quando sostituì Axel Kolle nel successo per 2-1 sul Lillestrøm. Il 21 maggio 2000 segnò le prime reti in campionato con questa maglia, con una doppietta siglata ai danni del Brann, in un incontro conclusosi con il punteggio di 7-1 in favore della sua squadra.
Terminata l'esperienza norvegese, firmò per gli inglesi dello Stoke City. Esordì in squadra in un incontro valido per la Second Division, tra i Potters ed il Peterborough United, vinto dai primi per 2-1. A fine anno, la squadra centrò la promozione nella First Division. Tornò poi all'Hammarby e successivamente in patria, per militare nelle file del KR Reykjavík. Si ritirò nel 2008.

### Nazionale
Marteinsson totalizzò 36 apparizioni con la maglia dell'Islanda.